# Breitenfelde
Breitenfelde là một đô thị thuộc huyện Lauenburg, trong bang Schleswig-Holstein, nước Đức. Đô thị Breitenfelde có diện tích 12,54 km², dân số thời điểm 31 tháng 12 năm 2006 là 1789 người. Đô thị Breitenfelde toạ lạc gần kênh đào Elbe-Lübeck, khoảng 5 km về phía tây nam của Mölln, và 30 km về phía nam của Lübeck.
Breitenfelde thuộc Amt ("đô thị chung") Breitenfelde.